# Noitibó-rabilongo
Noitibó-rabilongo (Caprimulgus climacurus) é uma espécie de noitibó da família Caprimulgidae.
Pode ser encontrada nos seguintes países: Angola, Benin, Burkina Faso, Camarões, República Centro-Africana, Chade, República do Congo, República Democrática do Congo, Costa do Marfim, Eritreia, Etiópia, Gabão, Gambia, Gana, Guiné, Guiné-Bissau, Quénia, Libéria, Mali, Mauritânia, Níger, Nigéria, Senegal, Serra Leoa, Sudão, Tanzânia, Togo e Uganda.